# Katastrofa lotu Lufthansa 2904
Katastrofa lotu Lufthansa 2904 – katastrofa lotnicza, do której doszło 14 września 1993 roku na warszawskim lotnisku Okęcie przy lądowaniu i nieskutecznym dobiegu samolotu Airbus A320-211 linii lotniczej Lufthansa (lot nr 2904), przybywającego z Frankfurtu nad Menem.

## Przebieg wypadku

Animacja przedstawiająca przyczynę katastrofy

Samolot typu Airbus A320-211 linii lotniczej Lufthansa, wykonujący lot nr 2904 z portu lotniczego Ren-Men we Frankfurcie nad Menem do Warszawy, rozbił się w czasie nieskutecznego hamowania podczas dobiegu na kierunku 11/29 (krótsza z dwóch dróg startowych warszawskiego portu lotniczego) w wyniku błędnych decyzji załogi, nieuwzględniających we właściwy sposób danych o uskoku wiatru oraz z powodu specyfiki działania systemu hamującego samolotu. System hamowania zadziałał za późno, ponieważ lewe koło dotknęło ziemi 9 sekund później niż prawe (z powodu działania silnego wiatru oraz tafli wody na płycie lotniska powstało zjawisko akwaplanacji, koła nie uzyskały tej samej prędkości kątowej, więc system uznał, że nie dotknęły podłoża), a układ hamowania uruchamia się dopiero wtedy, gdy samolot oparty jest na obu kołach. Skutkowało to niewysunięciem hamulców aerodynamicznych oraz brakiem możliwości uruchomienia ciągu wstecznego. Piloci nie znali wcześniej tej specyficznej właściwości układu hamowania.
Dodatkowo lądowanie z tylnym wiatrem spowodowało:
- przyziemienie w dużej odległości od progu pasa
- przyziemienie z dużo większą prędkością względem ziemi (większa energia kinetyczna podczas hamowania)

Wszystko to spowodowało, że pozostawał stosunkowo mały fragment pasa na wykonanie dobiegu i wyhamowanie prędkości – podczas deszczu i przy silnym wietrze od tyłu. Piloci nie podjęli próby zaniechania lądowania po przyziemieniu (ang. go-around procedure; take off and go around – TO/GA).
Kapitan, nie mogąc wyhamować przed końcem pasa startowego, zboczył lekko na prawo, na pas zieleni i po przejechaniu 90 metrów, uderzył lewym skrzydłem w wał ziemi oraz LLZ (lokalizator ILS).

## Ofiary i rozbitkowie
W wyniku uderzenia wybuchł pożar, który przeniknął do kabiny, zabijając jednego z pasażerów. Śmierć poniósł również drugi pilot wskutek samego zderzenia. 51 osób zostało ciężko rannych (w tym 2 członków załogi), 5 lekko rannych, a 12 wyszło z wypadku bez obrażeń. Wśród rannych znalazł się ówczesny ambasador Republiki Federalnej Niemiec Franz Bertele z małżonką oraz polski śpiewak operowy Marcin Bronikowski, którzy odnieśli urazy kręgosłupa.

## Skutki
W wyniku badania przyczyn wypadku producent samolotu wniósł poprawki techniczne do czujników (ale nie do oprogramowania) i zmieniono zalecenia procedur dla pilotów. Katastrofa ta jest uważana za przykład wypadku wynikającego m.in. z wadliwego oprogramowania komputerowego, a nie tylko wadliwych procedur i błędów pilotażu. Zalecenia wniesienia poprawek obejmowały także warszawski port lotniczy i jego dokumentację.